# نسر الصعيد (مسلسل)
نسر الصعيد هو مسلسل مصرى تم عرضه في شهر رمضان عام 1439 هـ/2018 م؛ من بطولة محمد رمضان، عرض على قناة دبي التي حصلت على حقوق عرض المسلسل وايضأ قناة دي إم سي المصرية في الساعة الثامنة مساء بتوقيت القاهرة

## قصة المسلسل
تدور الأحداث حول ضابط الشرطة «زين» (محمد رمضان)، الذي يدخل في مواجهة شرسة مع هتلر (سيد رجب)، وهو رجل أعمال صعيدي يعمل في التجارة غير المشروعة، فيشتد الصراع بين الاثنين، ويحاول كلا منهما الإيقاع بغريمه، وعلى صعيد أخر يجد زين نفسه في صراع بين حب امرأتين، إحداهما ابنة عمه.

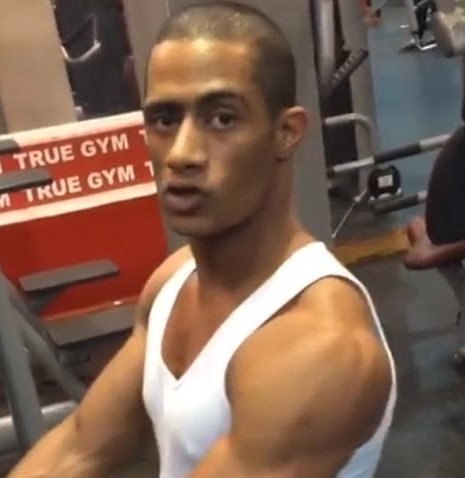
محمد رمضان في دور صالح القناوي / زين القناوي

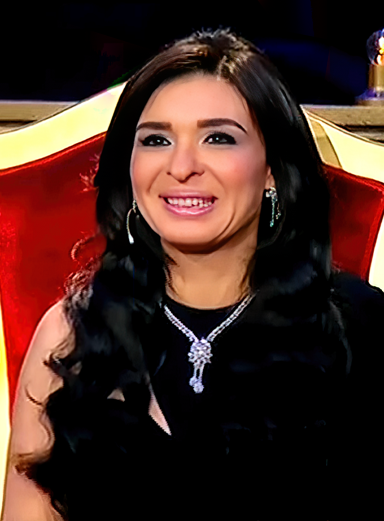
دينا في دور هُدى

## طاقم العمل
- محمد رمضان: (صالح القناوي / زين القناوي)
- درة: (فيروز)
- وفاء عامر: (صالحة)
- سيد رجب: (هتلر)
- دينا: (هدى)
- عائشة بن أحمد: (ليلى)
- عايدة رياض: (جليلة)
- مها أبو عوف: (فاتن)
- محمد حاتم: (طه)
- محمد عز: (مسعد)
- باسل الزارو: (آسر)
- مؤمن نور: (زياد)
- أحمد خالد صالح: (منصور)
- عماد زيادة: (عزت)
- بدرية طلبة: (سكينة)
- عبد المحسن القفاص: (ضيف الشرف الحلقة 15)
- أركان بتككيا: (ضيف شرف الحلقة 15)
- جبران الجبران: (ضيف شرف الحلقة 15)

## هوامش
- ترك المؤلف مدحت العدل مهمه وضع سيناريو وحوار المسلسل للمؤلف محمد عبد المعطي.
- تم الاتفاق أولاً مع المخرج هاني خليفة ليتولى إخراج العمل، الا إنه اعتذر بعد ذلك لخلاف مع الشركة المنتجة على الأجر، وتم اختيار المخرج ياسر سامي خلفاً له.
- كان المسلسل يحمل اسم (زين) حتى قبل بدأ التصوير بفترة قليلة، حيث تم الإعلان عن تغيير الاسم إلى (نسر الصعيد).
- رشحت الفنانة سلوى خطاب للمشاركة في المسلسل، إلا إنها وقبل بدأ تصوير مشاهدها تعرضت لإصابة في قدمها ونصحها الطبيب المعالج بالتزام الفراش لمدة تزيد عن الأسبوعين ولذا اعتذرت عن المسلسل، وتم اختيار الفنانة وفاء عامر لأداء الشخصية بدلاً منها.

## وصلات خارجية
- نسر الصعيد على موقع قاعدة بيانات الأفلام العربية
- صفحة مسلسل نسر الصعيد على موقع السينما.كوم